# فرانچسکا سانویاله
فرانچسکا سانویاله (ایتالیایی: Francesca Sanvitale)؛ ۱۷ مه ۱۹۲۸ – ۹ فوریه ۲۰۱۱) یک رمان‌نویس و روزنامه‌نگار اهل ایتالیا و ویکی از برجسته‌ترین پدیدآورندگان معاصر ایتالیایی بود. وی نمایش‌نامه‌های تلویزیونی می‌نوشت و در برنامه‌های فرهنگی با رای (شبکه رادیو تلویزیونی) همکاری می‌نمود. سانویاله برنده جایزه ویارجو (۲۰۰۸) شده‌است.